# Curly Howard
Curly Howard, nato Jerome Lester Horwitz (Brooklyn, 22 ottobre 1903 – San Gabriel, 18 gennaio 1952), è stato un attore e comico statunitense.
È conosciuto come membro de I tre marmittoni (The Three Stooges).

## Biografia
Nato a Brooklyn, la sua famiglia aveva origini ebraiche-lituane. Era il più giovane di cinque figli.
Nel 1930 sostituì il fratello Shemp Howard e divenne membro dei The Three Stooges (I tre marmittoni) insieme a un altro loro fratello, Moe Howard, e a Larry Fine.
Dall'agosto 1930 al gennaio 1931 fu sposato con Julia Rosenthal. Questo fu il primo di quattro matrimoni per l'artista. Dal 1937 al 1940 fu sposato con Elaine Ackerman, da cui ebbe una figlia.
All'interno del trio comico Curly divenne noto per la sua testa rasata e "indistruttibile", dal momento che non si rompeva contro tutto ciò che la aggrediva, per la sua camminata, per la sua risata, per la sua voce acuta e per altre espressioni vocali tra cui "Oh, look!". 
Tra i cortometraggi più celebri a cui ha preso parte vi sono A Plumbing We Will Go (1940), We Want Our Mummy (1939), An Ache in Every Stake (1941), Cactus Makes Perfect (1942) e They Stooge to Conga (1943).
Nel corso della sua carriera cinematografica, iniziata nei primi anni '30 e conclusa nel 1947, ha preso parte a oltre 120 produzioni tra film e corti.
Nel 1944 l'energia di Howard cominciò a diminuire. In corti come Idle Roomers (1944) e Booby Dupes (1945), le sue azioni appaiono più lente e la voce più profonda. Dopo le riprese del lungometraggio Rockin' in the Rockies, si ricoverò a Santa Barbara (California), dove gli vennero diagnosticate un'ipertensione, un'emorragia della retina e obesità. Il suo cattivo stato di salute gli impose una pausa o comunque un'attività più ridotta. Nonostante questo le sue condizioni di salute non migliorarono, anzi erano sempre peggiori anche perché la produzione dei redditizi cortometraggi era restia alle pause.
Nel periodo 1945-1946 è stato sposato con Marion Buxbaum, mentre dal 1947 alla morte è stato sposato con Valerie Newman, da cui ebbe una figlia.
La sua ultima apparizione come membro degli "Stooges" fu nel corto Half-Wits Holiday del 1947. Durante le riprese venne colpito da un ictus e trascorse alcune settimane in una clinica di Woodland Hills. Nel trio venne sostituito dal fratello Shemp Howard, che aveva già fatto parte del gruppo e che accettò di sostituirlo tramite la Columbia Pictures solo in maniera temporanea.
Parzialmente guarito e con i capelli ricresciuti, fece un breve cameo in Hold That Lion! (1947), che divenne l'unico film con Larry Fine e con tutti e tre i fratelli Howard (Moe, Curly e Shemp) contemporaneamente, per la regia di Jules White, storico regista dei "marmittoni".
Nel 1948 fece un altro cameo nei panni di un cuoco arrabbiato in Malice in the Palace, uscito nel 1949 ma, a causa della sua malattia, la sua interpretazione non venne ritenuta buona e le scene furono tagliate. Fu così che, ancora non ripresosi dall'ictus, ne subì un altro nel 1948 e rimase parzialmente paralizzato. Usò una sedia a rotelle e tornò periodicamente presso la clinica di Woodland Hills per curarsi.
Morì all'età di 48 anni nel gennaio 1952.